# Aciagrion approximans
Aciagrion approximans – gatunek ważki z rodziny łątkowatych (Coenagrionidae). Zamieszkuje północno-wschodnie Indie; być może występuje też w sąsiednich krajach.